# NGC 1245
NGC 1245 је расејано звездано јато у сазвежђу Персеј које се налази на NGC листи објеката дубоког неба.
Деклинација објекта је + 47° 14' 19" а ректасцензија 3h 14m 41,4s. Привидна величина (магнитуда) објекта NGC 1245 износи 8,4. NGC 1245 је још познат и под ознакама OCL 389.